# Grondluiaards
Grondluiaards zijn een groep bodembewonende luiaards die van dertig miljoen jaar geleden tot ongeveer tienduizend jaar geleden in Zuid-, Midden- en Noord-Amerika leefden. Er waren meerdere geslachten die tot verschillende families worden gerekend. De bekendste geslachten zijn Megatherium, Eremotherium, Megalonyx en Glossotherium.

## Beschrijving

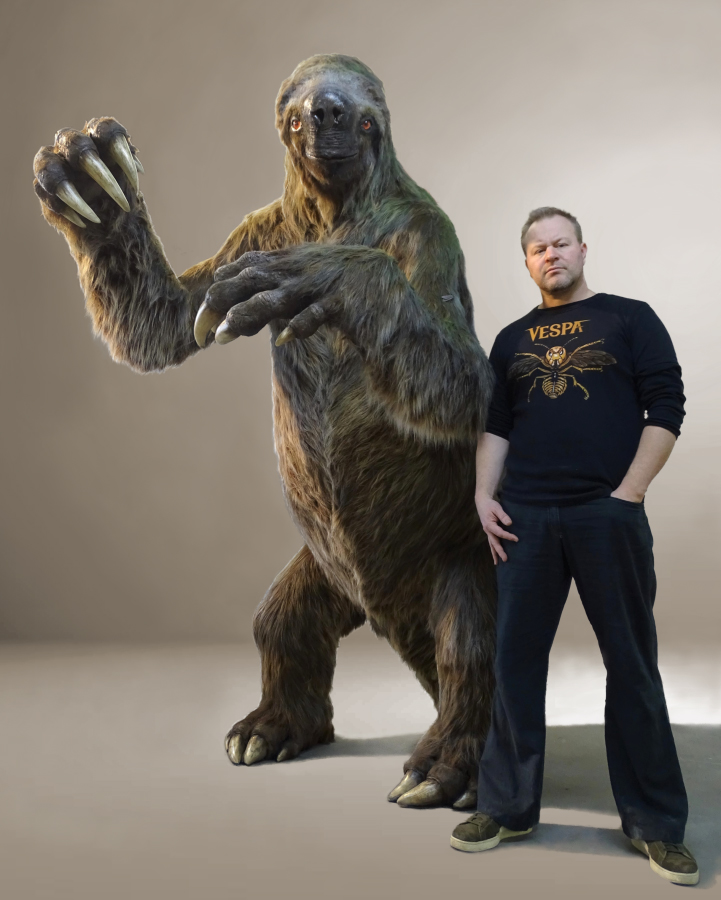
Megalonyx reconstructie door Jaap Roos

Het waren dieren met een lengte tot drie meter die zich overwegend betrekkelijk langzaam voortbewogen en voornamelijk zich met planten voedden.
Resten ervan zijn gevonden in Noord- en Zuid-Amerika, van Alaska tot Argentinië. Ze stammen waarschijnlijk af van de ons bekende boombewonende luiaards, gezien de bouw van hun ledematen. Met name de grotere soorten zullen te groot zijn geweest om in bomen te hebben kunnen leven.
Omdat de grondluiaards nog maar kort geleden zijn uitgestorven, de palaeo-indianen hebben nog samen met ze geleefd, zijn er vele skeletten, pootafdrukken en zelfs mest en haren gevonden. Hierdoor hebben wetenschappers het uiterlijk en gedrag van deze dieren heel precies kunnen reconstrueren. Uit de gevonden huid en haren weten we dat grondluiaards een lange, ruige, donkerbruine vacht hadden.
Er doen, vooral in Zuid-Amerika, verhalen de ronde die er op zouden kunnen wijzen dat er nog dergelijke dieren in leven zouden zijn. De bewijzen hiervoor, stukken huid en mest, zijn waarschijnlijk afkomstig uit grotten waar de dieren leefden en waar deze resten lang (misschien wel 10.000 jaar) ongeschonden hebben kunnen bestaan. Echte bewijzen zijn er niet. Men gaat er dan ook van uit dat deze diersoort uitgestorven is.
Gefossiliseerde pootafdrukken hebben het bewijs geleverd dat de dieren regelmatig rechtop liepen op hun stevige achterpoten. Reuzenluiaards moeten bijna even zwaar als een olifant geweest zijn. Het lopen op twee poten moet daarom een zeer zware belasting geweest zijn voor hun skelet. Merkwaardig is dat de grondluiaards vanwege de lange klauwen op de buitenkant van hun voeten liepen en niet op de voetzolen. Wellicht maakten de extra gewrichten in de rug, waaraan de Xenarthra hun naam te danken hebben, deze manier van lopen mogelijk.
Door het staan op de achterpoten, waarbij de dikke staart voor evenwicht zorgde, waren de grondluiaards in staat hogere takken te bereiken die met de klauwen van de voorpoten naar omlaag werden getrokken. Grondluiaards hadden grote maalkiezen achter in de bek. Aan mest die bewaard is gebleven, is te zien dat ze allerlei verschillende planten aten.
Mogelijk werden de enorme klauwen gebruikt om de prooi van roofdieren te stelen, of zelfs om andere dieren te doden. De grondluiaards hadden door hun omvang geen natuurlijke vijanden. Ook de klauwen en grote aantallen kiezelsteenachtige botjes, die vlak onder de huid zaten en een ondoordringbare 'maliënkolder' vormden, zorgden voor bescherming.

## Indeling
De grondluiaards worden als volgt ingedeeld:
- Superfamilie Orophodontoidea
  - Familie Orophodontidae
- Superfamilie Mylodontoidea
  - Familie Scelidotheriidae
  - Familie Mylodontidae
- Superfamilie Megatherioidea
  - Familie Megatheriidae
  - Familie Megalonychidae (omvat ook de hedendaagse tweevingerige luiaards)